# Alfred Ernst (Botaniker)

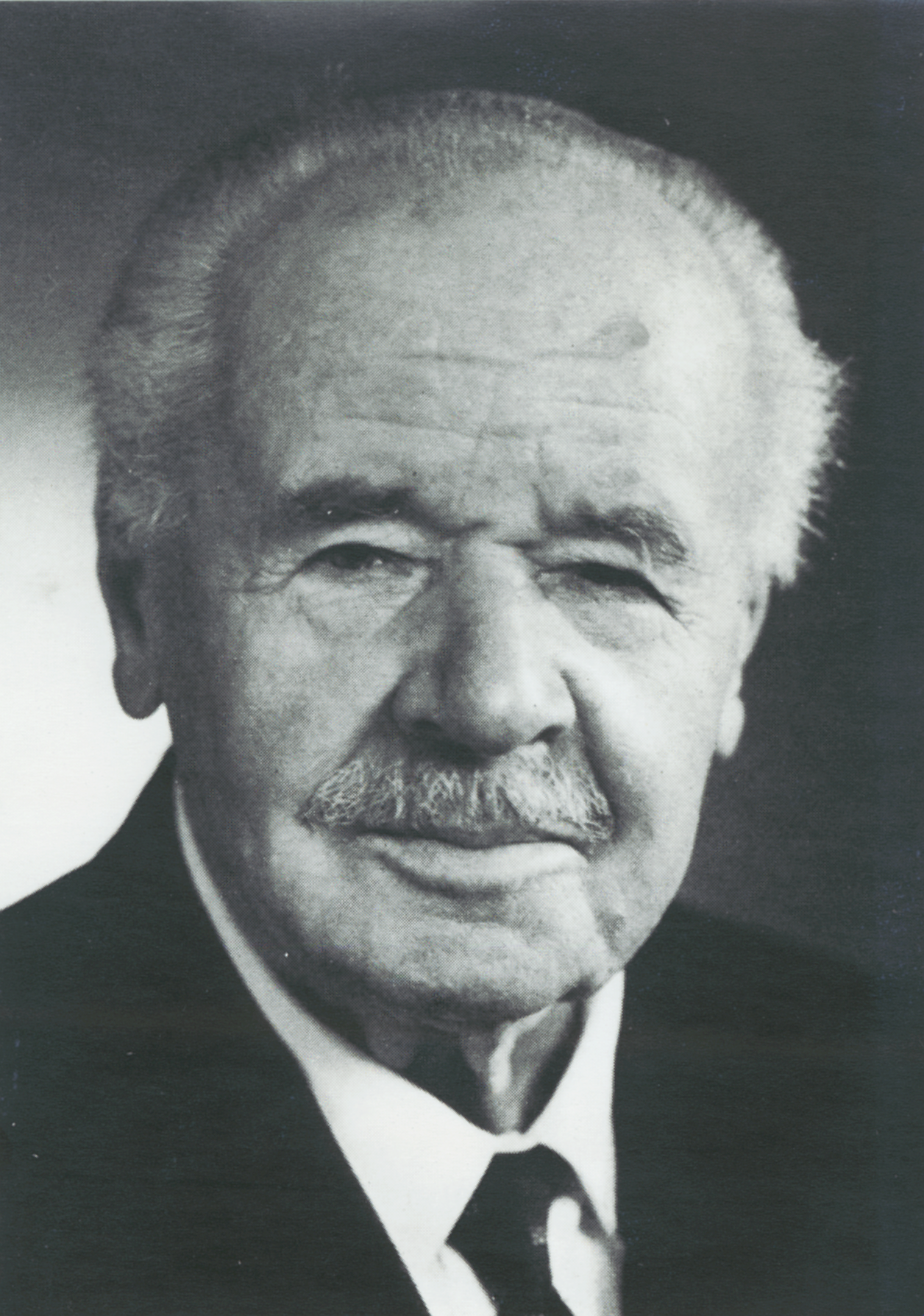
Alfred Ernst

Alfred Ernst (* 21. Februar 1875 in Winterthur; † 17. September 1968 in Zürich, heimatberechtigt in Winterthur) war ein Schweizer Botaniker und Eugeniker.
Sein botanisches Autorenkürzel lautet „A.Ernst“.

## Leben
Alfred Ernst, Sohn des Zürcher Regierungsrats Heinrich Ernst, Absolvent des Lehrerseminars in Küsnacht, studierte zwischen 1896 und 1897 Naturwissenschaften in Paris. In unmittelbarer Folge bekleidete er eine Lehrerstelle in Neapel. Anschliessend setzte Ernst sein Studium fort, promovierte an der Universität Zürich, wo er sich 1901 als Privatdozent habilitierte. 1905 wurde Ernst zum ausserordentlichen Professor ernannt, von 1909 bis zu seiner Emeritierung 1945 hatte er die ordentliche Professur für allgemeine Botanik inne. Zusätzlich amtierte Ernst von 1928 bis 1930 als Rektor. 1922 war er Mitgründer der Julius-Klaus-Stiftung für Vererbungsforschung, Sozialanthropologie und Rassenhygiene.
Alfred Ernst – er betrieb Forschungen im malaiischen Archipel – befasste sich mit der Fortpflanzung bei Algen, der Embryologie der Blütenpflanzen und der Genetik der Heterostylie bei Primula-Arten. Ernst bereiste zwischen 1905 und 1906 sowie 1930 und 1931 Indonesien und sammelte vor allem auf der zweiten Reise Moose, darunter erstmals Plagiochila spinosissima Steph., Aneura merapiensis Steph. sowie Anthoceros javanicus Steph. Nach ihm benannt wurde Marchantia ernstiana Steph.
Im Jahr 1925 wurde Ernst zum Mitglied der Leopoldina gewählt. 1942 verlieh ihm die Universität Bern die Ehrendoktorwürde, 1954 wurde er als korrespondierendes Mitglied in die Bayerische Akademie der Wissenschaften aufgenommen. Alfred Ernsts Nachlass befindet sich im Staatsarchiv des Kantons Zürich.
Alfred Ernst heiratete in erster Ehe 1907 Anna Elisabeth, die Tochter des Auguste Dorn, in zweiter Ehe 1930 die Botanikerin und Genetikerin Marthe Ernst-Schwarzenbach. Er verstarb im Alter von 93 Jahren.
2018 starteten Nachkommen von Alfred Ernst eine Anzeige gegen den Wissenschaftshistoriker Pascal Germann, der Ernsts Verwicklungen in die Rassenhygiene und Eugenik aufgearbeitet hatte. Ein von der Universität Zürich in Auftrag gegebenes Gutachten stützte Germanns Befunde aber vollumfänglich.

## Schriften
- Bastardierung als Ursache der Apogamie im Pflanzenreich: Eine Hypothese zur experimentellen Vererbungs- und Abstammungslehre. Jena: Gustav Fischer Verlag 1918.
- Mit Fanni Moser: Entstehung, Erscheinungsform und Fortpflanzung des Artbastardes Primula Pubescens Jacq. (Primula Auricula L. x Pr. Hirsuta all.). Zürich: Art. Institut Orell Füssli 1925.
- Genetische Studien über Heterostylie bei Primula. Zürich: Art. Institut Orell Füssli 1925.
- Weitere Studien über die Vererbung der Calcycanthemie bei Primula. Zürich: Art. Institut Orell Füssli 1931.
- Die Nachkommenschaften aus Kreuzungen zwischen dimorphen und monomorphen Primula-Arten der Sektion Candelabra. Zürich: Art. Institut Orell Füssli 1943.